# (11268) Spassky
(11268) Spassky ist ein Asteroid des inneren Hauptgürtels, der von der ukrainischen Astronomin Ljudmyla Schurawlowa am 22. Oktober 1985 am Krim-Observatorium in Nautschnyj (IAU-Code 095) entdeckt wurde. Eine Sichtung des Asteroiden hatte es vorher schon am 22. Oktober 1981 unter der vorläufigen Bezeichnung 1981 UB11 in Nautschnyj gegeben.
Die Rotationsperiode des Asteroiden wurde zwischen dem 1. und 26. November 2015 von Giovanni Battista Casalnuovo am Observatorium von Eurac Research in Bozen untersucht. (11268) Spassky dreht sich in circa 5,6 Stunden um sich selber. Dieses Ergebnis bestätigte gleichzeitig stattfindende Beobachtungen des Asteroiden durch das iTelescope Observatory im spanischen Nerpio und das Etscorn Campus Observatory in Socorro, New Mexico.
Der Asteroid wurde am 28. September 2004 nach dem Wissenschaftler und U-Boot-Ingenieur Igor Dmitrijewitsch Spasski benannt, der laut Widmung Ehrenbürger von Sankt Petersburg ist. Spassky ist die englische Transkription seines Namens Спасский. Am 19. Oktober 2004 erhielt Spasski in einer Feierstunde im Marinedesignbüro Rubin in Sankt Petersburg ein Benennungszertifikat.